# Couleur Pacifique
Couleur Pacifique (Malibu Shores) est une série télévisée américaine dramatique en dix épisodes de 42 minutes créée par Meg Richman, diffusée entre le 9 mars 1996 et le 1er juin 1996 sur le réseau NBC.
En France, la série a été diffusée entre le 14 décembre 1996 et le 15 novembre 2002 sur TF1 puis rediffusée sur TF6 et NRJ 12.

## Synopsis
Après une journée passée dans le centre-ville, Zack et ses amis, Flipper, Mickey et Benny décident de se décontracter sur la plage de Malibu. Sur place, des jeunes du quartier de Malibu ont préparé une grande fête d'anniversaire. Chloé, une jeune fille de famille riche, rencontre Zack, qui lui habite dans la Vallée de San Fernando dans un quartier défavorisé. C'est le coup de foudre et ils décident de se revoir. Mais les esprits s'échauffent et une bagarre éclate entre Benny et Teddy. La police intervient et Zack se fait arrêter. Pour le protéger de ses mauvaises fréquentations, les parents de Zack l'envoient à l'école de Malibu Shores, en espérant que là il pourra mener à bien ses études. Mais les élèves de Malibu n'accueillent pas cette nouvelle favorablement.

## Distribution

### Acteurs principaux
- Keri Russell (VF : Rafaele Moutier) : Chloé Walker
- Tony Lucca (VF : Denis Laustriat) : Zack Morrison
- Christian Campbell (VF : Thierry Monfray) : Teddy Delacourt
- Katie Wright (VF : Sylvie Jacob) : Nina Gerard
- Greg Vaughan (VF : Antoine Nouel) : Josh Walker
- Tia Texada (VF : Laurence Sacquet) : Kacey Martinez
- Charisma Carpenter (VF : Victoire Theismann) : Ashley Green
- Jacob Vargas : Benny
- Randy Spelling (VF : Sébastien Desjours): Flipper Gage
- Walter Jones : Michael "Mouse" Hammon
- Susan Ward (VF : Marianne Giraud): Bree
- Essence Atkins (VF : Dorothée Jemma) : Julie Tate
- Ian Ogilvy : Marc Delacourt
- Michelle Phillips (VF : Claude Chantal): Suki Walker

### Acteurs secondaires
- Barry Watson : Seth (5 épisodes)
- Kristen Miller : Martha Lewis (3 épisodes)
- Brian Austin Green : Sandy Gage (1 épisode)
- Tori Spelling : Jill (1 épisode)
- Gabrielle Union : Shannon Everette (1 épisode)

## Épisodes
1. Coup de foudre (1/2) (Pilot (1/2))
2. Coup de foudre (2/2)  (Pilot (2/2))
3. Rentrée difficile (New Kids in Town)
4. Au pied du mur (Against the Wall)
5. Le Mensonge (The Lie)
6. Les Tricheurs (Cheating Hearts)
7. La Compétition (The Competitive Edge)
8. L'Autre Chemin (The Road Not Taken)
9. S.O.S Ados (Hotline)
10. La Chute (The Fall)

## Commentaires
- La série a été tournée en Caroline du Nord.
- Malibu Shores a fait ses débuts à la mi-saison et NBC avait d'abord commandé six épisodes. Prévu les samedis à 20h00, les audiences de la série sont mauvaises et Couleur Pacifique a été annulée au bout d'une saison.
- Lors de son arrivée sur TF1, la série est diffusée les samedis après-midi avant d'être déprogrammée après quatre épisodes diffusés à cause des mauvaises audiences. La chaîne décide de diffuser intégralement la série à partir du 4 novembre 2002 en quotidienne à six heures du matin.
- Randy Spelling n'est autre que le fils du célèbre producteur Aaron Spelling, qui produit d'ailleurs Malibu Shores. Tori Spelling fait une apparition dans un épisode de la série.